# Accident del transbordador espacial Challenger

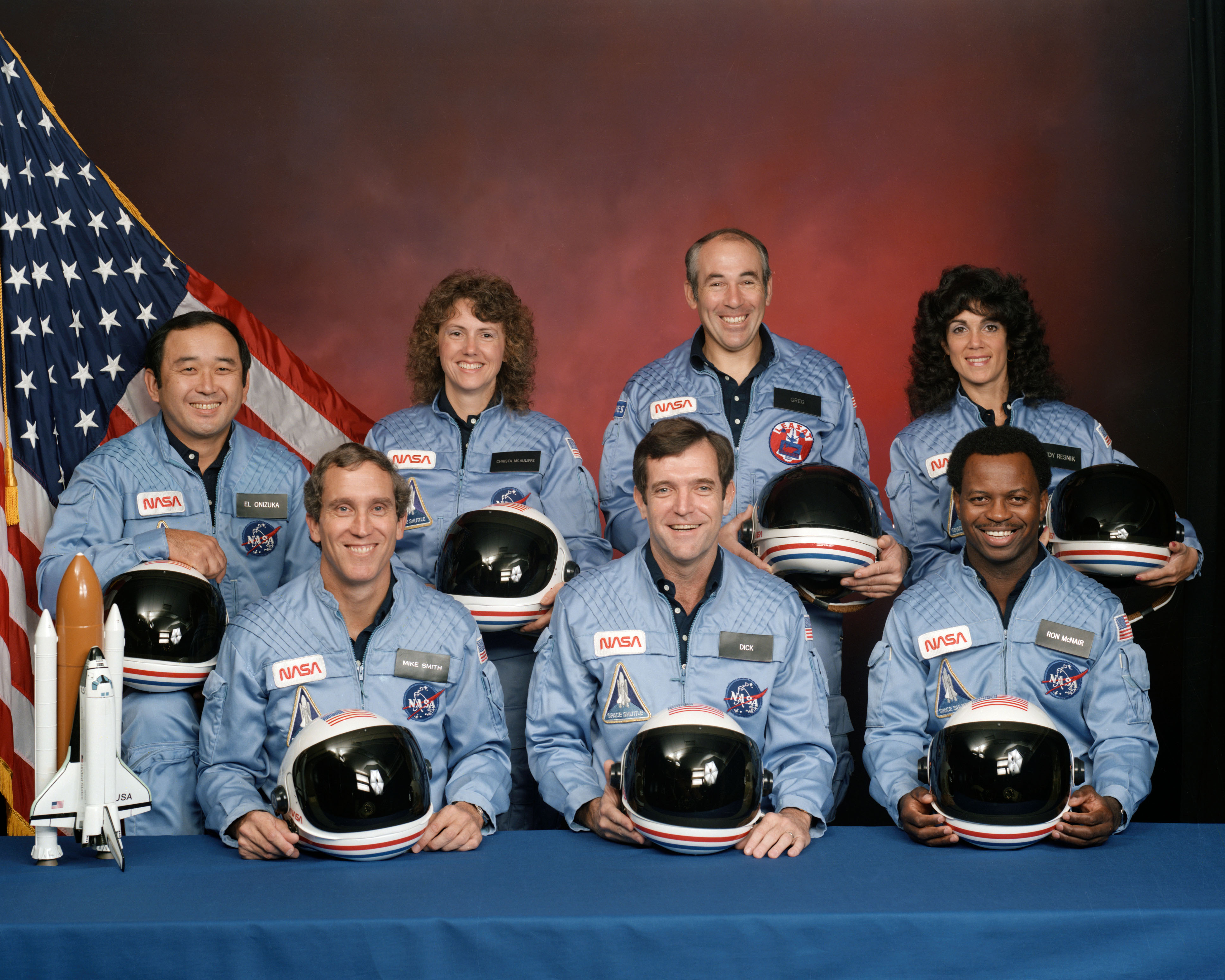
Tripulació de l'STS-51-L: (fila anterior) Michael J. Smith, Dick Scobee i Ronald McNair; (fila posterior) Ellison Onizuka, Christa McAuliffe, Gregory Jarvis i Judith Resnik

L'accident del transbordador espacial Challenger fou un accident mortal del programa espacial dels Estats Units que es produí el 28 de gener del 1986, quan el transbordador espacial Challenger (OV-099) es desintegrà 73 segons després d'enlairar-se, i que es cobrà la vida dels set membres de la tripulació. Els tripulants eren cinc astronautes de la NASA, un especialista de càrrega i una mestra d'escola. La missió, designada STS-51-L, era el desè vol de l'orbitador Challenger i havia de servir per posar en òrbita un satèl·lit de comunicacions i estudiar el cometa de Halley des de l'espai.
La nau es fragmentà sobre l'oceà Atlàntic, davant de la costa central de Florida (Estats Units), a les 11.39 EST (16.39 UTC). El vehicle es començà a desintegrar després de la fallada d'una junta tòrica del coet accelerador sòlid (SRB) dret durant l'enlairament. Aquesta fallada obrí un forat a través del qual el gas calent sota pressió de l'interior del motor de coet sòlid entrà en contacte amb l'estructura de connexió amb l'SRB i el tanc extern de combustible. La cadena d'esdeveniments conduí successivament a la separació de la connexió posterior de l'SRB dret, la fallada estructural del dipòsit extern i la destrucció gairebé immediata de l'orbitador per les forces aerodinàmiques.
Les operacions per trobar el compartiment de la tripulació i altres fragments del vehicle i aixecar-los del fons del mar duraren tres mesos. Malgrat que es desconeix el moment exacte en el qual moriren els membres de la tripulació, se sap que alguns encara eren vius després la desintegració inicial de la nau. Tanmateix, el transbordador no tenia cap sistema d'escapament. L'impacte del compartiment de la tripulació contra la superfície del mar a la seva velocitat terminal fou extremament violent i impossible de sobreviure.
L'accident suposà una aturada de 32 mesos del programa del transbordador espacial i la formació de la Comissió Rogers, una comissió especial nomenada pel president Ronald Reagan per investigar l'accident. La Comissió Rogers descobrí que la cultura organitzativa de la NASA i els processos de presa de decisió havien contribuït de forma decisiva a l'accident. Els directors de la NASA havien sabut des del 1977 que el disseny dels coets acceleradors sòlids del contractista Morton Thiokol tenia un defecte potencialment catastròfic a les juntes tòriques, però no l'havien resolt adequadament. A més a més, havien ignorat les advertències d'enginyers sobre els perills en el llançament provocats per les baixes temperatures d'aquell matí i no havien informat adequadament els seus superiors d'aquestes preocupacions. La Comissió Rogers feu nou recomanacions a la NASA que calia posar en pràctica abans de continuar els vols de transbordadors.
Molta gent veié el llançament en directe perquè a la tripulació hi havia Christa McAuliffe, el primer membre del Projecte Teacher in Space, que hauria estat la primera professora a l'espai. La cobertura dels mitjans de comunicació sobre l'accident fou molt àmplia: segons un estudi, el 85% dels estatunidencs enquestats havia sentit les notícies durant l'hora posterior a l'accident. L'accident del Challenger ha estat utilitzat com a cas d'estudi en moltes discussions sobre la seguretat en enginyeria i l'ètica al lloc de treball i el 1990 inspirà una pel·lícula per a televisió titulada Challenger.

## Condicions anteriors al llançament

### Retards
Originalment s'havia previst llançar el Challenger des del Centre Espacial Kennedy de Florida a les 14.42 de l'hora de l'est (EST) del dia 22 de gener. Tanmateix, els retards de la missió anterior STS-61-C feren que la data de llançament fos postergada al 23 de gener, i més tard al 24 de gener. Aleshores, el llançament fou canviat al 25 de gener a causa del mal temps al punt d'aterratge transatlàntic d'avortament (TAL) de Dakar (Senegal). La NASA decidí utilitzar Casablanca com a punt TAL, però com que no estava equipada per a aterratges nocturns, calgué fixar el llançament al matí a Florida. Les prediccions d'oratge inacceptable al Centre Espacial Kennedy (KSC) provocaren que el llançament fos programat per les 9.37 EST del 27 de gener. Segons el llibre de Malcolm McConnell's book Challenger: A Major Malfunction, normalment la NASA hauria llançat el transbordador tot i la previsió d'un 50% de probabilitat de pluges, si no hagués estat perquè volien que el vicepresident George H. W. Bush passés a presenciar el llançament de camí a Hondures.
El llançament fou retardat l'endemà a causa de problemes amb l'escotilla d'accés exterior. Primer fallà un dels indicadors microruptors que servien per comprovar el correcte tancament de l'escotilla. Després, un pern caigut impedí que el personal de tancament retirés una fixació de tancament de l'escotilla de l'orbitador. Quan finalment s'aconseguí serrar la fixació, els vents laterals presents a la pista d'aterratge dels transbordadors ja superaven els límits permesos per un protocol d'avortament de retorn al punt de llançament (RTLS). La tripulació esperà que el vent amainés fins que la finestra de llançament arribà a la seva fi, cosa que obligà a cancel·lar de nou el llançament.

### Trucada de conferència de Thiokol i de la NASA
Pel 28 de gener es preveia un matí particularment fred, amb temperatures properes a 1 °C, el mínim permès per a un llançament. Les temperatures baixes havien suscitat la preocupació dels enginyers de Morton Thiokol, el contractista encarregat de la construcció i el manteniment dels SRB del transbordador. En una teleconferència celebrada a la tarda del 27 de gener, els enginyers i directors de Thiokol tractaren el tema de les condicions meteorològiques amb directors de la NASA del Centre Espacial Kennedy i el Centre de Vol Espacial Marshall. Diversos enginyers (notablement Roger Boisjoly, que havia fet saber preocupacions similars anteriorment) exposaren la seva preocupació sobre l'efecte de la temperatura sobre la resiliència de les juntes tòriques de goma que segellaven les connexions dels SRB. Cada SRB es componia de sis seccions, unides per mitjà de tres juntes de fàbrica i tres «juntes de camp». Les juntes de fàbrica estaven soldades, però les juntes de camp (muntades a l'Edifici d'Assemblatge de Vehicles del Centre Espacial Kennedy) utilitzaven dues juntes tòriques cadascuna, una de primària i una de secundària (auxiliar) per segellar-les (des de l'accident, les juntes de camp dels SRB utilitzen tres juntes tòriques). El segellament de totes les juntes dels SRB havien de contenir els gasos calents a alta pressió produïts per la combustió del propergol sòlid al seu interior, fent que sortí de la tovera situada a l'extrem posterior del coet. Els enginyers de Thiokol argumentaren que si les juntes tòriques es trobaven per sota de 12 °C, no tenien prou dades per determinar si la junta se segellaria correctament. Això era un punt important, car les juntes tòriques dels SRB havien estat designats com a components de «Criticalitat 1», és a dir, que no hi havia cap element de seguretat si fallaven tant les juntes tòriques primàries com les secundàries i que, si fallessin, destruirien l'orbitador i la tripulació.
Un dels arguments dels encarregats de la NASA en resposta a les preocupacions de Thiokol era que si fallava la junta tòrica primària, la segona se segellaria igualment. Això no estava demostrat, i de totes maneres no era un argument acceptable per un component de Criticalitat 1 (tal com ho digué l'astronauta Sally Ride a l'hora d'interrogar directors de la NASA davant la Comissió Rogers, està prohibit confiar en un element auxiliar per un component de Criticalitat 1. L'auxiliar serveix per protegir en cas d'una fallada no prevista, i no per substituir el dispositiu primari, quedant-se sense dispositiu auxiliar). Els enginyers de Thiokol també indicaren que les baixes temperatures nocturnes provocarien amb gairebé tota seguretat que la temperatura dels SRB baixés per sota de la línia vermella de 4 °C. Tanmateix, foren ignorats pels directors de Morton Thiokol, que recomanaren que el llançament continués segons l'horari previst. Tot i la percepció del públic que la NASA sempre practicava un enfocament amb seguretat en fallades, els directors de Thiokol foren influïts per l'exigència dels de la NASA que demostressin que no era segur fer el llançament, en lloc de demostrar que les condicions eren segures. Després de l'accident, es revelà que els directors de la NASA sovint ignoraven normes de seguretat per mantenir el ritme de llançaments.

### Gel

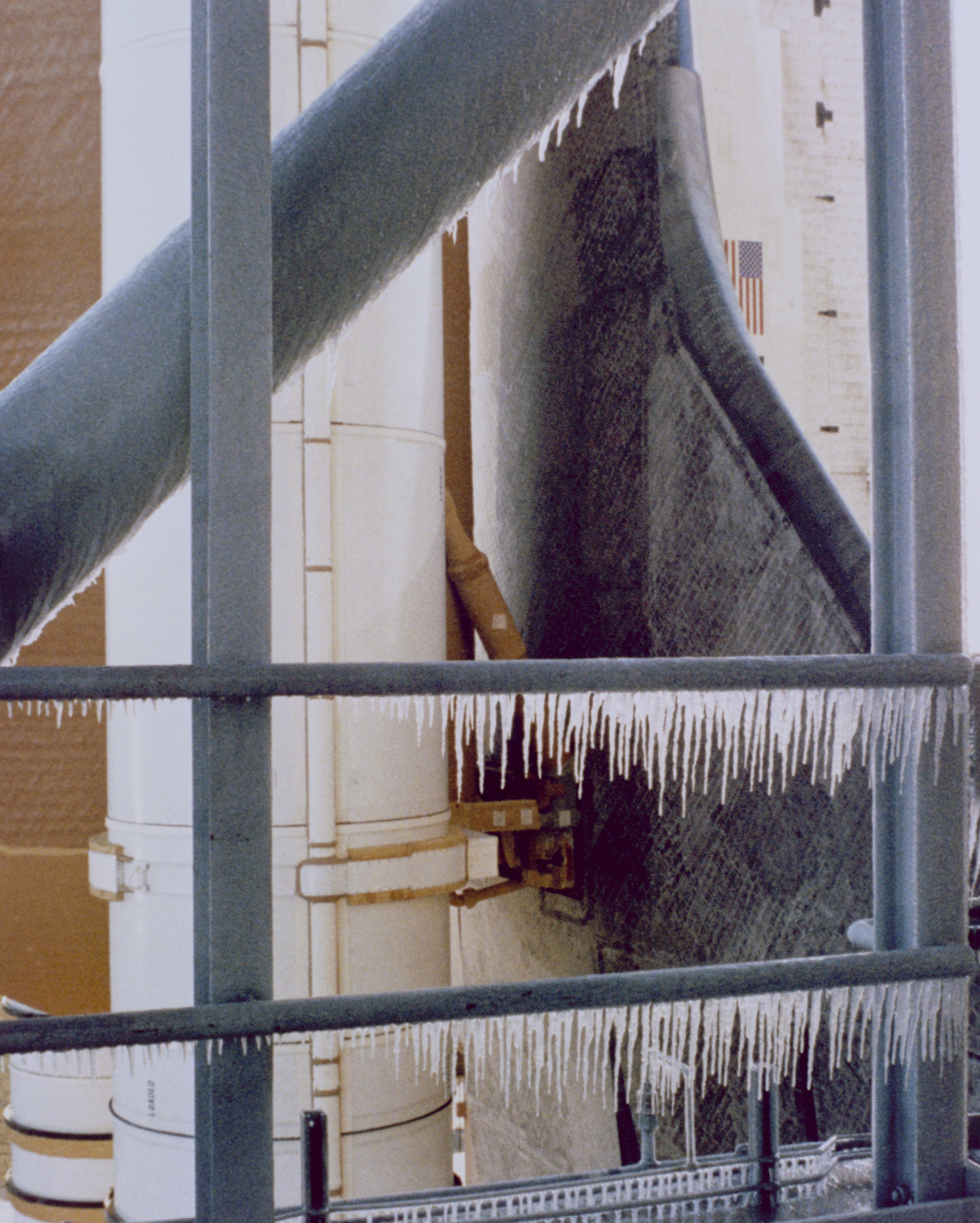
Gel a la torre de llançament hores abans del llançament del Challenger.

A causa de les baixes temperatures, s'havia acumulat una quantitat important de gel a l'estructura de servei fixa del costat del transbordador. Sense voler, l'equip antiglaç del Centre Espacial Kennedy apuntà una càmera infraroja a la junta de camp posterior de l'SRB dret, i observarren que tenia una temperatura de −13 °C. Es cregué que això era degut al flux d'aire superrefrigerat de la vàlvula de ventilació del tanc d'oxigen líquid. Aquesta xifra era molt més baixa que la temperatura de l'aire, i es trobava molt per sota de les especificacions de disseny de les juntes tòriques. Tanmateix, més tard es determinà que aquest mesurament de −13 °C era incorrecte, a causa del fet que el personal no havia seguit les instruccions de l'equipament. Més tard, les proves i càlculs ajustats confirmaren que la temperatura de la junta no era gaire diferent de l'ambiental.
Tot i que l'equip antiglaç s'havia passat la nit retirant gel, els enginyers de Rockwell International, el contractista principal del transbordador, encara estaven preocupats. Els enginyers de Rockwell que observaven la plataforma de llançament des de la seva seu de Downey (Califòrnia) quedaren horroritzats quan veieren la quantitat de gel que hi havia. Temien que durant el llançament es desprengués gel i impactés contra les llosetes de protecció tèrmica del transbordador, possiblement a causa de l'aspiració provocada pel corrent de gas de combustió de l'SRB. Rocco Petrone, responsable de la divisió de transport espacial de Rockwell, i els seus col·legues consideraren aquesta situació un problema pel llançament, i informà els directors de Rockwell al Cap que Rockwell no podia donar suport al llançament. Tanmateix, aquests expressaren la seva preocupació de tal manera que feu que el director de la missió a Houston Arnold Aldrich continués el llançament de totes maneres. Aldrich decidí ajornar una hora el llançament del transbordador perquè l'equip de glaç tingués temps de fer una nova inspecció. Després d'aquesta última inspecció, durant la qual semblà que el gel es desfeia, finalment es donà permís al Challenger per ser llançat a les 11.38 EST.

## Llançament del 28 de gener i fallada

### Enlairament i ascens inicial

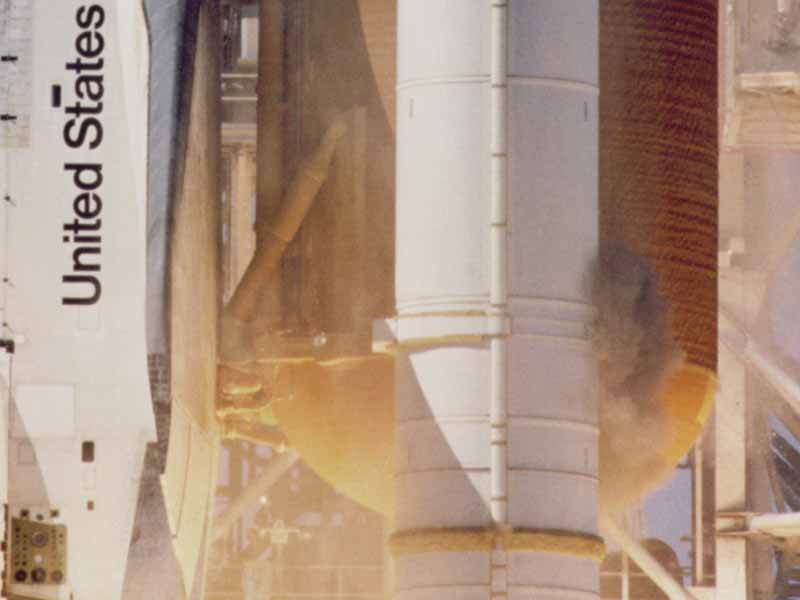
Fuita de fum gris de l'SRB

Aquest relat de l'accident deriva de dades de telemesura en temps real i anàlisis fotogràfiques, així com transcripcions de comunicacions per ràdio aire-terra i al control de missions. Tots els temps es donen en segons després del llançament i corresponen als codis temporals de la telemetria corresponents a l'esdeveniment instrumentat més proper a cada fet descrit.
6,6 segons abans del llançament, com de costum, s'encengueren els tres motors principals del transbordador espacial (SSME). Fins que es produeix l'enlairament, és possible apagar els SSME de manera segura i avortar el llançament, si és necessari. Al moment de l'enlairament (T=0, que fou a les 11:38:00,010 EST), els tres SSME es trobaven al 100% del seu rendiment nominal original, i començaren a accelerar fins al 104% sota control informàtic. En aquest moment s'encengueren els dos SRB i els perns de subjecció foren deixats anar per mitjà d'explosius, alliberant el vehicle de la plataforma. Amb el primer moviment vertical del vehicle, el braç de ventilació d'hidrogen gas es retractà del tanc extern (ET) però no es deixà anar. L'observació de les gravacions de les càmeres de la plataforma revelà que el braç no tornà a contactar amb el vehicle, de manera que fou descartat com a factor contribuïdor a l'accident. La inspecció de la plataforma després del llançament també revelà que faltaven les molles de quatre dels perns de subjecció, però també foren descartades com a possible causa.
Una revisió posterior d'imatges del llançament revelà que a T+0,678, l'SRB dret emeté grans núvols de fum gris fosc, a prop del muntant posterior que uneix l'accelerador a l'ET. L'últim núvol de fum sortí a aproximadament T+2,733. L'última visió de fum al voltant del muntant fou a T+3,375. Més tard es determinà que aquests núvols de fum eren deguts a l'obertura i el tancament de la junta de camp posterior de l'SRB dret. La carcassa de l'accelerador s'havia inflat sota la pressió de la ignició. A causa d'aquest inflament, les parts metàl·liques de la carcassa es doblegaren i separaren, obrint un forat pel qual sortiren gasos calents (per sobre de 2.760 °C). Això havia passat en llançaments anteriors, però la junta tòrica primària sempre se sortia del seu solc i formava un segell. Tot i que l'SRB no estava dissenyat per funcionar d'aquesta manera, semblava funcionar prou bé, i Morton-Thiokol canvià les especificacions de disseny per acomodar aquest procés, conegut com a extrusió.
Malauradament, mentre es produïa l'extrusió, s'escapaven gasos calents (procés conegut com a bufatge) que danyaven les juntes tòriques fins que es formava el segell. Les investigacions dels enginyers de Morton-Thiokol determinaren que la quantitat de danys a les juntes tòriques estava relacionada directament amb el temps que trigava a produir-se l'extrusió. Les baixes temperatures feien que les juntes tòriques s'endurissin, perllongant el temps d'extrusió (la junta de camp redissenyada dels SRB utilitzada des de l'accident del Challenger utilitza una mortasa i espiga entrellaçades addicionals amb una tercera junta tòrica, mitigant el bufatge).
El matí del desastre, la junta tòrica primària s'havia endurit tant a causa del fred que no pogué segellar-se a temps. La junta tòrica secundària no era a la posició assentada a causa del doblegament del metall. Ja no hi havia cap barrera pels gasos, i ambdues juntes tòriques foren vaporitzades a 70 graus d'arc. Tanmateix, òxids d'alumini del propergol sòlid combustionat segellaren la junta danyada, substituint temporalment la junta tòrica abans que fos travessada per flames pròpiament dites.
En el moment en què el vehicle superà la torre, els SSME funcionaven al 104% del seu empenyiment màxim nominal, i el control passà del Centre de Control de Llançaments (LCC) del KSC al Centre de Control de Missions (MCC) del Centre Espacial Johnson de Houston (Texas). Per evitar que les forces aerodinàmiques sobrecarreguessin estructuralment l'orbitador, a T+28 els SSME començaren a desaccelerar per limitar la velocitat del transbordador a la densa part baixa de l'atmosfera, seguint els procediments operatius normals. A T+35,379, els SSME es desacceleraren més encara, fins al percentatge previst d'un 65%. Cinc segons més tard, a uns 19.000 peus (5.800 m), el Challenger superà Mach 1. A T+51.860, els SSME tornaren a accelerar cap al 104% després que el vehicle hagués passat max Q, el període de màxima pressió aerodinàmica sobre el vehicle.

### Plomall
Just quan el transbordador s'acostava a max Q, es trobà el cisallament del vent més intens mai experimentat fins ara al programa del transbordador espacial.
A T+58,788, una càmera de seguiment observà el començament d'un plomall a prop del muntant d'unió posterior de l'SRB. Sense que ho sabessin al Challenger o a Houston, s'havia començat a escapar gas calent a través d'un forat creixent en una de les juntes de l'SRB dret. La força del cisallament del vent destruí el segellament temporal dels òxids que havia ocupat el lloc de les juntes tòriques danyades, eliminant l'última barrera al pas de les flames a través de la junta. Si no hagués estat pel cisallament del vent, el segellament d'òxids fortuït podria haver resistit fins a la separació dels coets acceleradors.
En un segon, el plomall esdevingué ben definit i intens. La pressió interna de l'SRB dret començà a caure a causa del forat ràpidament creixent de la junta que havia fallat, i a T+60,238 s'observaven proves visuals de flames travessant la junta i impactant contra el tanc extern.
A T+64,660, el plomall canvià sobtadament de forma, indicant la formació d'una fuita al tanc d'hidrogen líquid, situat a la part posterior del tanc extern. Les toveres dels motors principals pivotaren sota les ordres de l'ordinador per compensar el desequilibri d'empenyiment provocat per la cremada del coet accelerador. La pressió del tanc extern d'hidrogen líquid del transbordador començà a caure a T+66.764, marcant l'efecte de la fuita.
En aquest moment, la situació encara semblava normal tant als astronautes com als controladors de vol. A T+68, el CAPCOM Richard Covey informà la tripulació que podien «procedir a l'acceleració», i el Comandant Dick Scobee confirmà la recepció del missatge. La seva resposta, «Roger, procedir a l'acceleració», fou l'última comunicació del Challenger rebuda pel canal aire-terra.

### Desintegració del vehicle
A T+72,284, l'SRB aparentment se separà del muntant posterior que l'unia al tanc extern. L'anàlisi posterior de les dades telemètriques revelà una sobtada acceleració lateral cap a la dreta a T+72,525, que possiblement fou notada per la tripulació. L'última frase registrada per la gravadora de la cabina de tripulació fou només mig segon després d'aquest fet, quan el Pilot Michael J. Smith digué «Oh-oh». Smith també podria haver dit això en resposta a indicacions de bord sobre el rendiment dels motors principals o a la caiguda de la pressió al tanc extern de combustible.
A T+73,124, la cúpula posterior del tanc d'hidrogen líquid fallà, generant una força de propulsió que empenyé el tanc d'hidrogen contra el tanc d'oxigen líquid situat a la part anterior de l'ET. Al mateix temps, l'SRB dret rotà sobre el muntant d'unió anterior i impactà contra l'estructura intertancs.
La desintegració del vehicle començà a T+73.162 segons i una altitud de 48.000 peus (14,6 km). Amb la desintegració del tanc extern (i amb l'SRB dret mig separat contribuint a impulsar-lo en un vector anòmal), el Challenger es desvià de la seva actitud correcta respecte al flux d'aire local i immediatament fou destrossat per forces aerodinàmiques anormals que li imposaren un factor de càrrega de fins a 20 g, molt per sobre del seu límit de disseny de 5 g. Els dos SRB, que poden resistir a càrregues aerodinàmiques més grans, se separaren de l'ET i continuaren en un vol impulsat sense control durant uns 37 segons. Les carcasses dels SRB estaven fetes d'acer de 12,7 mm de gruix i eren molt més resistents que l'orbitador i l'ET, de manera que ambdós SRB sobrevisqueren a la desintegració de la pila del transbordador espacial, tot i que l'SRB dret encara patia els efectes de la cremada de la junta que havia desencadenat la destrucció del Challenger.

### Diàleg entre els controladors de vol després de la desintegració

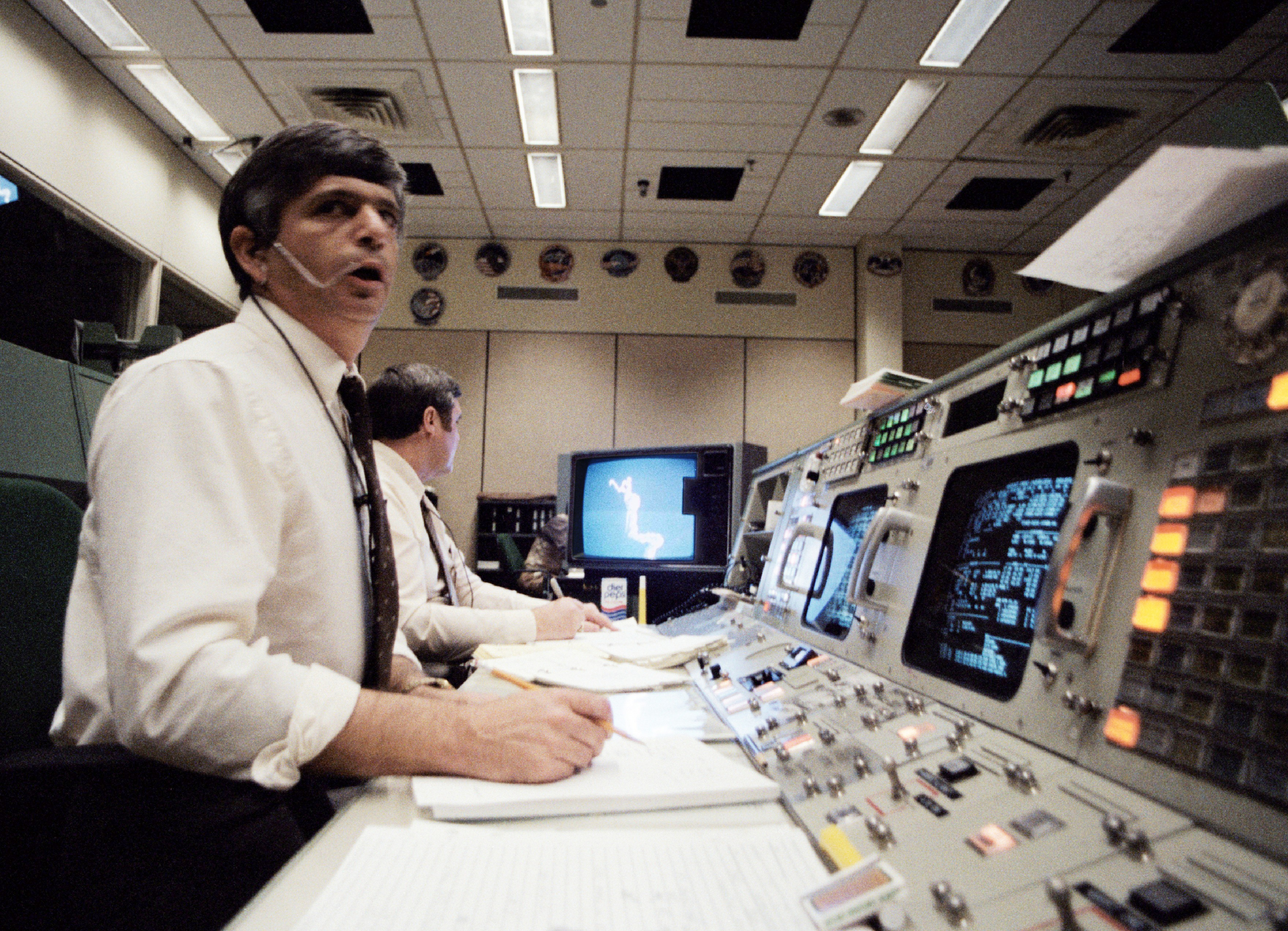
Jay Greene a la seva consola després de la desintegració del Challenger.

Al Control de Missions hi hagué una explosió d'estàtic al canal aire-terra quan es desintegrà el Challenger. Les pantalles de televisió mostraven un núvol de fum i vapor d'aigua (el producte de la combustió de l'hidrogen) on abans hi havia el Challenger amb restes del transbordador caient cap a l'oceà. Vers T+89, el director de vol Jay Greene demanà informació al seu oficial de dinàmica de vol (FDO). L'FDO respongué que «…el filtre [del radar] mostra[va] diverses fonts», un altre indici que el Challenger s'havia trencat en múltiples trossos. Un minut més tard, el controlador de terra informà que hi havia «contacte negatiu [i] pèrdua d'enllaç de baixada» de dades de ràdio i telemetria del Challenger. Greene ordenà al seu equip «vigileu atentament les vostres dades» i que busquessin qualsevol indici que l'orbitador havia aconseguit escapar-se.
A T+110,250, l'Oficial de Seguretat de Distància (RSO) de l'Estació de la Força Aèria del Cap Canaveral envià senyals de ràdio per activar els paquets d'«autodestrucció» del sistema de seguretat a distància a bord d'ambdós acceleradors. Això era un procediment de contingència normal, dut a terme perquè l'RSO considerava que els SRB en vol lliure eren una possible amenaça a la terra o el mar. El mateix senyal de destrucció hauria destruït el tanc extern si no s'hagués desintegrat abans.
«Aquí, els controladors de vol estan mirant-se la situació molt atentament», informà l'oficial d'afers públics Steve Nesbitt. «Evidentment, una avaria important. No tenim enllaç de baixada». Després d'una pausa, Nesbitt digué: «Hem rebut informació de l'Oficial de Dinàmica de Vol que el vehicle ha explotat».
Greene ordenà que es posessin en pràctica els procediments de contingència al Control de Missions; aquests procediments incloïen tancar les portes del centre de control, tancar la comunicació amb el món exterior i seguir llistes de control per assegurar l'enregistrament i la conservació correctes de les dades rellevants.

### Cap «explosió»

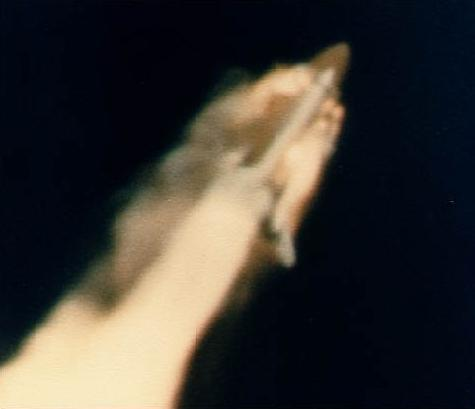
El Challenger comença a desintegrar-se.

Al contrari de la declaració inicial de l'oficial de dinàmica de vol, en realitat el transbordador i el tanc extern no explotaren. El que passà realment és que es desintegraren ràpidament sota forces aerodinàmiques tremendes, car el transbordador tot just acabava de passar max Q, el moment de màxima pressió aerodinàmica (això significa que la pressió dinàmica havia començat a disminuir després d'assolir el seu màxim). Quan es desintegrà el tanc extern, el combustible i l'oxidant emmagatzemat al tanc foren alliberats, donant l'aspecte d'una bola de foc massiva. Tanmateix, segons l'equip de la NASA que analitzà la imatgeria després de l'accident, només hi hagué una «combustió localitzada» de propergol. De fet, el núvol visible es componia principalment de vapor i els gasos resultants de l'alliberament dels propergols d'oxigen i hidrogen líquids del transbordador. Emmagatzemat en condicions criogèniques, l'hidrogen líquid no hauria pogut encendre's prou ràpidament per desencadenar una «explosió» en el sentit tradicional d'una detonació (en contrast amb una deflagració, que és el que passà). Si hi hagués hagut una autèntica explosió, tot el transbordador hauria estat destruït instantàniament, matant la tripulació en aquell mateix moment. La cabina de tripulació i els SRB, ambdós de construcció més robusta, sobrevisqueren a la fragmentació del vehicle de llançament; mentre que els SRB foren detonats a distància més tard, la cabina separada continuà en una trajectòria balística, i se la pogué observar sortint del núvol de gasos a T+75.237. 25 segons després de la desintegració del vehicle, que es produí a 48.000 peus (14,6 km), la trajectòria del compartiment de tripulació assolí el seu zenit a una alçada de 65.000 peus (19,8 km).

### Causa i moment de la mort
El transbordador estava dissenyat per resistir a una força de tres vegades la força de la gravetat (g), amb un factor de seguretat addicional d'1,5 g. En particular, la cabina de tripulació és una part molt robusta del transbordador gràcies al seu disseny i la construcció d'alumini reforçat. Durant la desintegració del vehicle, la cabina de tripulació se separà sencera i lentament caigué en un arc balístic. La NASA estimà que les forces de separació foren d'entre 12 i 20 g durant un període molt curt; tanmateix, en dos segons, les forces que actuaven sobre la cabina havien caigut per sota de 4 g, i en deu segons la cabina ja es trobava en caiguda lliure. És improbable que aquestes forces fossin suficients per provocar lesions importants. Almenys alguns dels astronautes probablement estaven vius i conscients després de la fragmentació, car es trobà que tres dels quatre Personal Egress Air Packs (PEAP) de la coberta d'envol havien estat activats. Els investigadors descobriren que la seva reserva d'aire no utilitzada es corresponia més o menys amb el consum esperat durant la trajectòria post-fragmentació de 2 minuts i 45 segons.
A l'hora d'analitzar les restes, els investigadors s'adonaren que diversos commutadors elèctrics del panell a la dreta del pilot Mike Smith no estaven en la seva posició habitual durant els llançaments. Aquests commutadors estaven protegits per tancaments que només es podien canviar de posició després de tibar-los cap enfora actuant contra la força d'una molla. Les anàlisis posteriors demostraren que la causa d'aquest canvi de posició no podia ser ni la deflagració ni l'impacte contra l'oceà, fet que indicava que Smith havia manipulat els commutadors, probablement en un va intent de restituir el corrent elèctric a la cabina després que aquesta se separés de la resta de l'orbitador.
No se sap si els astronautes mantingueren el coneixement durant gaire temps després de la desintegració, i depèn en gran manera de si la cabina de tripulació separada conservà la integritat de pressió. Si no la conservà, el temps de consciència útil a aquesta altitud és de només uns quants segons; els PEAP només proporcionen aire no pressuritzat i, per tant, no haurien ajudat la tripulació a mantenir el coneixement. La cabina de tripulació impactà contra la superfície de l'oceà a aproximadament 333 km/h, provocant una desacceleració insantània de més de 200 g, molt per sobre dels límits estructurals del compartiment de tripulació o la capacitat de supervivència dels tripulants.
El 28 de juliol del 1986, el Contraalmirall Richard Harrison Truly, Administrador Associat del Vol Espacial de la NASA i antic astronauta, publicà un informe de Joseph Peter Kerwin, especialista biomèdic del Centre Espacial Johnson de Houston, sobre la mort dels astronautes a l'accident. Al Dr. Kerwin, un veterà de la missió de l'Skylab 2, se li havia encarregat l'estudi poc després de l'accident. Segons l'Informe Kerwin:
| « | Els descobriments són no conclusius. L'impacte del compartiment de tripulació contra la superfície de l'oceà fou tan violent que les proves dels danys produïts durant els segons posteriors a la desintegració quedaren ocults. Les nostres conclusions finals són que: - no es pot determinar amb certesa la causa de la mort dels astronautes del Challenger; - les forces a les quals foren exposats els tripulants durant la desintegració de l'orbitador probablement no foren suficients per causar-los la mort o lesions greus; i - és possible, però no segur, que els tripulants perdessin el coneixement durant els segons posteriors a la fragmentació de l'orbitador, a causa de la pèrdua de pressió al mòdul de tripulació durant el vol. | » |

Malgrat l'informe, alguns experts, incloent-hi un dels investigadors en cap de la NASA Robert Overmyer, creien que la majoria, o fins i tot la totalitat, dels tripulants eren vius i possiblement conscients durant tot el descens fins a l'impacte amb l'oceà.

### Perspectiva d'escapament de la tripulació
Durant el vol amb motor del transbordador espacial, la tripulació no tenia la possibilitat d'abandonar el vehicle. Tot i que es valorà la possibilitat d'afegir sistemes de llançament d'escapament en diversos moments del desenvolupament del transbordador, la conclusió de la NASA fou que l'alta fiabilitat prevista del transbordador exclouria la necessitat d'afegir-ne. A les quatre primeres missions orbitals del transbordador, considerades vols de prova, s'utilitzaren seients ejectables de SR-71 Blackbird modificats i vestits pressuritzats, però foren eliminats per les posteriors missions operatives (després de l'accident del transbordador espacial Columbia, la CAIB afirmà que el transbordador espacial mai no hauria d'haver estat declarat operatiu, sent experimental per naturalesa a causa del nombre reduït de vols en comparació amb els avions comercials certificats). Es considerà que no era convenient afegir-hi un sistema de llançament d'escapament per tripulacions més grans per la seva «utilitat limitada, complexitat tècnica i cost excessiu en dòlars, pes i retard dels llançaments».
Després de la pèrdua del Challenger el debat s'obrí de nou, i la NASA valorà diverses opcions diferents, incloent-hi seients ejectables, coets tractors o la possibilitat d'evacuar la tripulació per la part baixa de l'orbitador. Tanmateix, la NASA tornà a arribar a la conclusió que tots els sistemes de llançament d'escapament serien poc pràctics a causa dels canvis radicals que haurien estat necessaris en el vehicle i els límits resultants sobre la mida de les tripulacions. Es dissenyà un sistema d'evacuació per donar a la tripulació la possibilitat d'abandonar el transbordador durant el vol en planejament; tanmateix, aquest sistema no s'hauria pogut utilitzar a la situació del Challenger.

## Repercussió

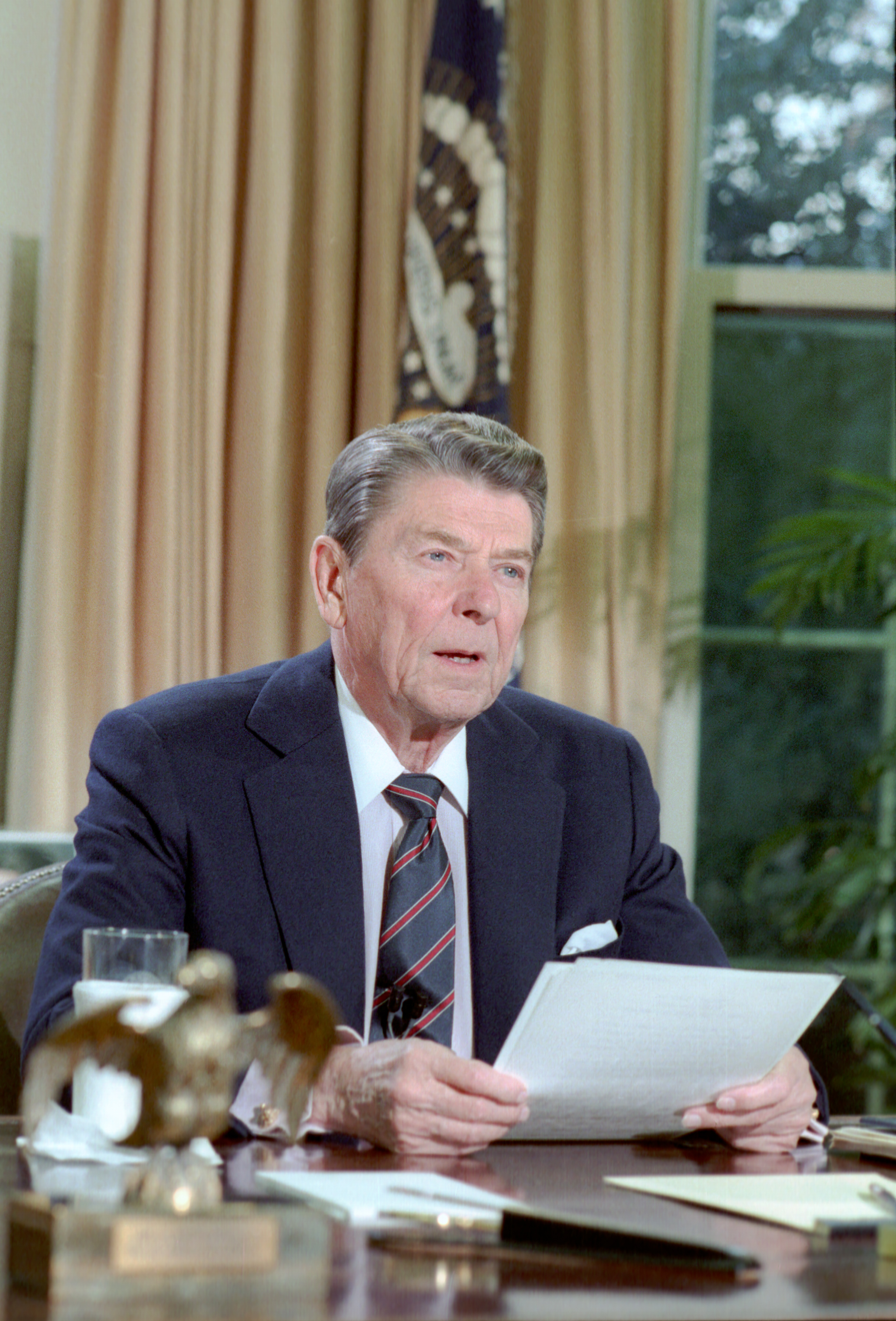
El president Ronald Reagan fa un discurs al Despatx Oval després del desastre.

Després de l'accident, la NASA fou criticada per la seva manca de sinceritat amb la premsa. El New York Times observà l'endemà de l'accident que «ni Jay Greene, el director de vol per l'ascens, ni cap altra persona de la sala de control es posà a disposició de la premsa en representació de l'agència espacial». Davant la falta de fonts fiables, la premsa es dedicà a especular: tant el New York Times com United Press International publicaren articles que suggerien que un defecte del tanc extern havia provocat una explosió, tot i que la investigació interna de la NASA s'havia concentrat ràpidament en els coets acceleradors sòlids. El periodista de notícies sobre l'espai William Harwood escrigué que «L'agència espacial continuà la seva política de secret absolut sobre els detalls de la investigació, una posició inusitada per una agència que durant molt de temps feu gala de la seva transparència».

### Homenatges

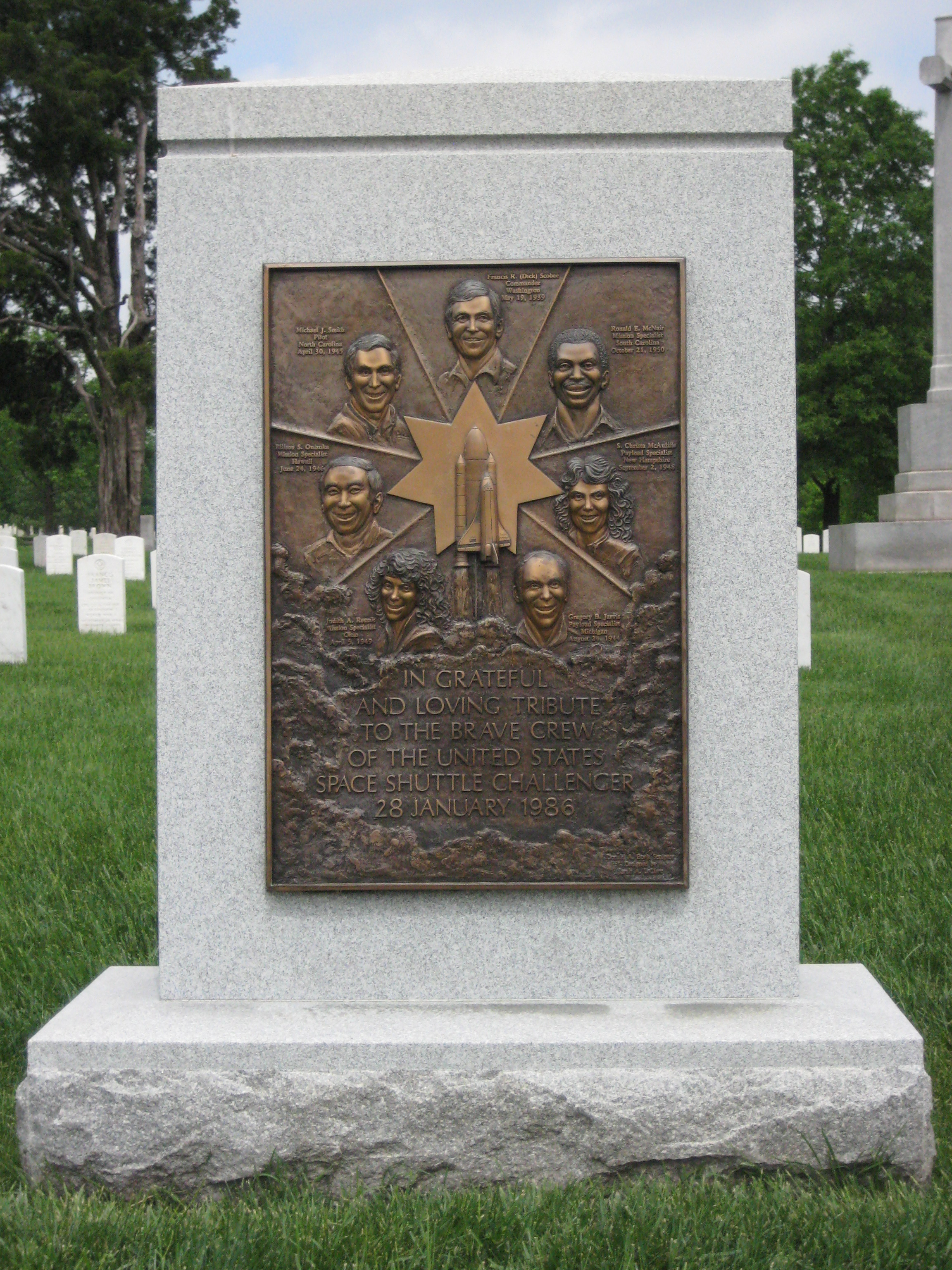
Memorial del Challenger al Cementiri Nacional d'Arlington, on foren enterrades algunes restes.

La nit de l'accident, estava previst que el President dels Estats Units Ronald Reagan fes el seu Discurs de l'Estat de la Unió. Inicialment anuncià que el discurs es faria tal com estava previst, però més tard ajornà el Discurs de l'Estat de la Unió una setmana i feu un discurs nacional sobre l'accident del Challenger des del Despatx Oval de la Casa Blanca. El discurs fou escrit per Peggy Noonan i s'acabava amb la frase següent, que citava el poema High Flight de John Gillespie Magee, Jr.:
| « | Mai no ens oblidarem d'ells, ni de l'última vegada que els hem vist, aquest matí, quan es preparaven pel seu viatge, deien adéu i es deixaven anar dels «esquerps lligams amb la Terra» per «tocar la cara de Déu». | » |

Tres dies després, el president Reagan i la seva esposa Nancy es desplaçaren al Centre Espacial Johnson per parlar a la missa commemorativa en honor dels astronautes, on digué que: 
| « | A vegades, quan intentem arribar a les estrelles, ens quedem curts. Però ens hem de tornar a alçar i continuar endavant malgrat el dolor. | » |

Hi assistiren 6.000 treballadors de la NASA i 4.000 convidats, així com les famílies dels tripulants. Durant la cerimònia, una banda de la Força Aèria dirigí el cant de God Bless America mentre avions T-38 Talon de la NASA volaven directament per sobre l'indret, en la formació tradicional de missing man. Totes les activitats foren transmeses en directe per les cadenes nacionals de televisió.
Les famílies de la tripulació del Challenger impulsaren el Challenger Center for Space Science Education com a memorial permanent a la tripulació. Aquesta organització sense ànim de lucre ha fundat 52 centres d'aprenentatge.
A Huntsville (Alabama), una ciutat coneguda per la seva estreta relació amb la NASA, l'escola secundària pública més nova del sistema escolar de Huntsville fou anomenada Challenger Middle School.
La ciutat de Palmdale, lloc de naixement de tota la flota de transbordadors, i la ciutat veïna de Lancaster (Califòrnia) reanomenaren l'antic 10th Street East des de l'Avenue M fins a la Base de la Força Aèria Edwards, donant-li el nom de Challenger Way en honor del transbordador perdut i la seva tripulació. Aquesta fou la carretera sobre la qual havien estat remolcats el Challenger, l'Enterprise i el Columbia en el seu primer viatge després de ser completats, des de la Planta 42 de la Força Aèria dels EUA fins a la Base Edwards. Hi foren remolcats perquè l'aeroport de Palmdale encara no havia instal·lat la grua dels transbordadors per col·locar un orbitador a l'avió portador de transbordadors espacials.
A més, la ciutat de Lancaster construí la Challenger Middle School i la Challenger Memorial Hall a l'antiga ubicació dels Antelope Valley Fairgrounds, tots com homenatge al transbordador Challenger i la seva tripulació.

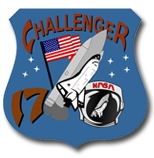
Logotip de l'Esquadrilla «Challenger» 17

Star Trek 4: Missió salvar la Terra fou dedicada a la tripulació del Challenger. El rodatge de la pel·lícula començà quatre setmanes després de l'accident.
El 2004, el President George W. Bush atorgà Medalles d'Honor de l'Espai del Congrés pòstumes als catorze astronautes morts als accidents del Challenger i el Columbia.
L'Esquadrilla «Challenger» 17 és una unitat de les Forces Aèries dels Estats Units i el Cos de Cadets de la Universitat de Texas A&M que posa l'accent en l'èxit esportiu i acadèmic en honor de la tripulació del Challenger. S'establí el 1992.

### Recuperació de les restes
Durant els primers minuts després de l'accident, el Director de Rescat de Llançament de la NASA inicià els procediments de recuperació, ordenant que els vaixells utilitzats per la NASA per recuperar els coets acceleradors sòlids acudissin al punt on la nau havia impactat amb l'aigua. També s'hi enviaren aeronaus de cerca i rescat. Aleshores encara queien restes, i l'Oficial de Seguretat a Distància (RSO) mantingué tant les aeronaus com els vaixells fora de la zona d'impacte fins que hi poguessin entrar amb seguretat. Passà més o menys una hora abans que l'RSO permetés a les forces de rescat començar la seva tasca.
Les operacions de cerca i rescat de la primera setmana després de l'accident del Challenger foren conduïdes pel Departament de Defensa dels Estats Units de part de la NASA, amb ajuda dels Guardacostes dels Estats Units, i consistí principalment en cerques de superfície. Segons els Guardacostes, «l'operació fou la recerca de la superfície més àmplia en què havien participat mai». Aquesta fase de les operacions es perllongà fins al 7 de febrer. A partir d'aleshores, les tasques de recuperació foren conduïdes per un equip de cerca, rescat i reconstrucció, amb l'objectiu de recuperar restes que poguessin ajudar a determinar la causa de l'accident. Per la cerca, s'utilitzaren sonars, bussos, sumergibles a control remot i sumergibles tripulats, cobrint una àrea de 480 milles nàutiques quadrades (1.600 km²) i arribant a profunditats de fins a 370 metres. El 7 de març, bussos del USS Preserver identificaren el que podia ser el compartiment de tripulació al fons de l'oceà. L'endemà es confirmà aquesta troballa, així com el descobriment de les restes dels set tripulants, i el 9 de març, la NASA ho anuncià a la premsa.

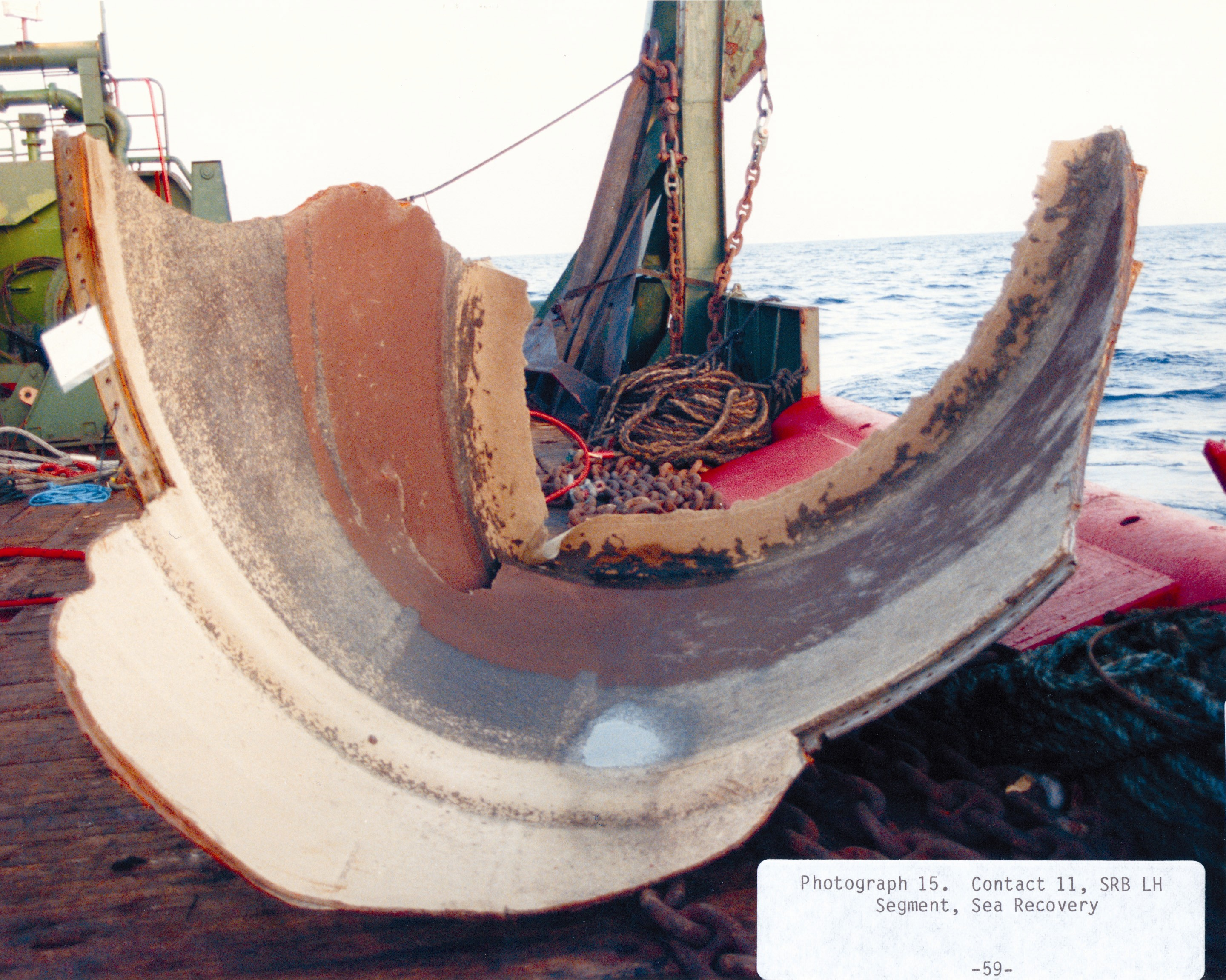
Part del coet accelerador sòlid esquerre, recuperat per equips de cerca i rescat.

L'1 de maig ja s'havia trobat una part suficient del coet accelerador sòlid dret per determinar la causa original de l'accident, i es posà fi a les operacions de rescat principals. Tot i que continuaren algunes tasques de recuperació a les aigües somes, no tenien cap relació amb la investigació de l'accident, sinó que el seu objectiu era recuperar restes pels estudis de la NASA de les propietats dels materials utilitzats en naus espacials i vehicles de llançament. L'operació de recuperació fou capaç de rescatar 15 tones de restes de l'oceà. Tanmateix, encara manca un 55% del Challenger, un 5% de la cabina de tripulació i un 65% de la càrrega del satèl·lit. Algunes de les restes mancants encara són portats per la mar a les costes de Florida, com el 17 de desembre del 1996, gairebé onze anys després de l'accident, quan es trobaren dues peces grans del transbordador a Cocoa Beach. Segons el Títol 18 del Codi dels Estats Units, Apartat 641, és il·legal tenir restes del Challenger, i qualsevol peça que es descobreixi ha de ser entregada a la NASA. Actualment es conserven totes les restes en una antiga sitja de míssils subterrània segellada al Complex de Llançament 31 de l'Estació de la Força Aèria del Cap Canaveral.
El Challenger duia una bandera dels Estats Units, anomenada bandera del Challenger, patrocinada per la Tropa 514 d'Escoltes de Monument (Colorado). Fou possible recuperar-la intacta, encara dins la seva bossa de càrrega.

### Funerals

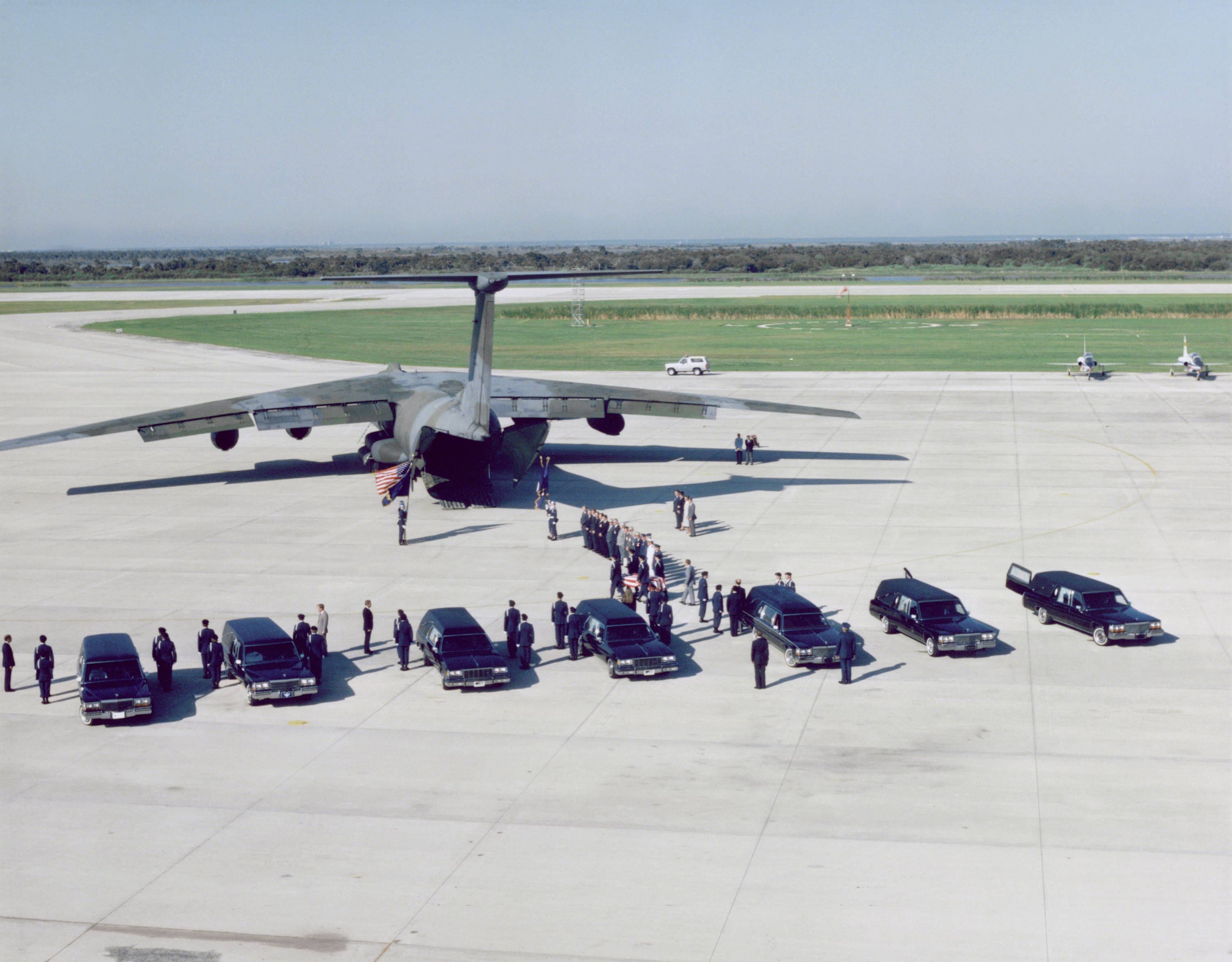
Es porten les restes de la tripulació del Challenger a un C-141 de la Shuttle Landing Facility (Centre Espacial Kennedy) a la Base de la Força Aèria de Dover (Delaware).

Les restes identificables de la tripulació foren tornades a les famílies el 29 d'abril del 1986. Dos dels tripulants, Dick Scobee i Michael J. Smith (promogut pòstumament capità), foren enterrats per les seves famílies al Cementiri Nacional d'Arlington, cadascun a la seva tomba. L'especialista de la missió, el Tinent Coronel Ellison Onizuka fou enterrat al Cementiri Nacional Commemoratiu del Pacífic de Honolulu (Hawaii). Les restes no identificades foren enterrades conjuntament al Monument al Transbordador Espacial Challenger d'Arlington el 20 de maig del 1986.

## Investigació de la Comissió Rogers

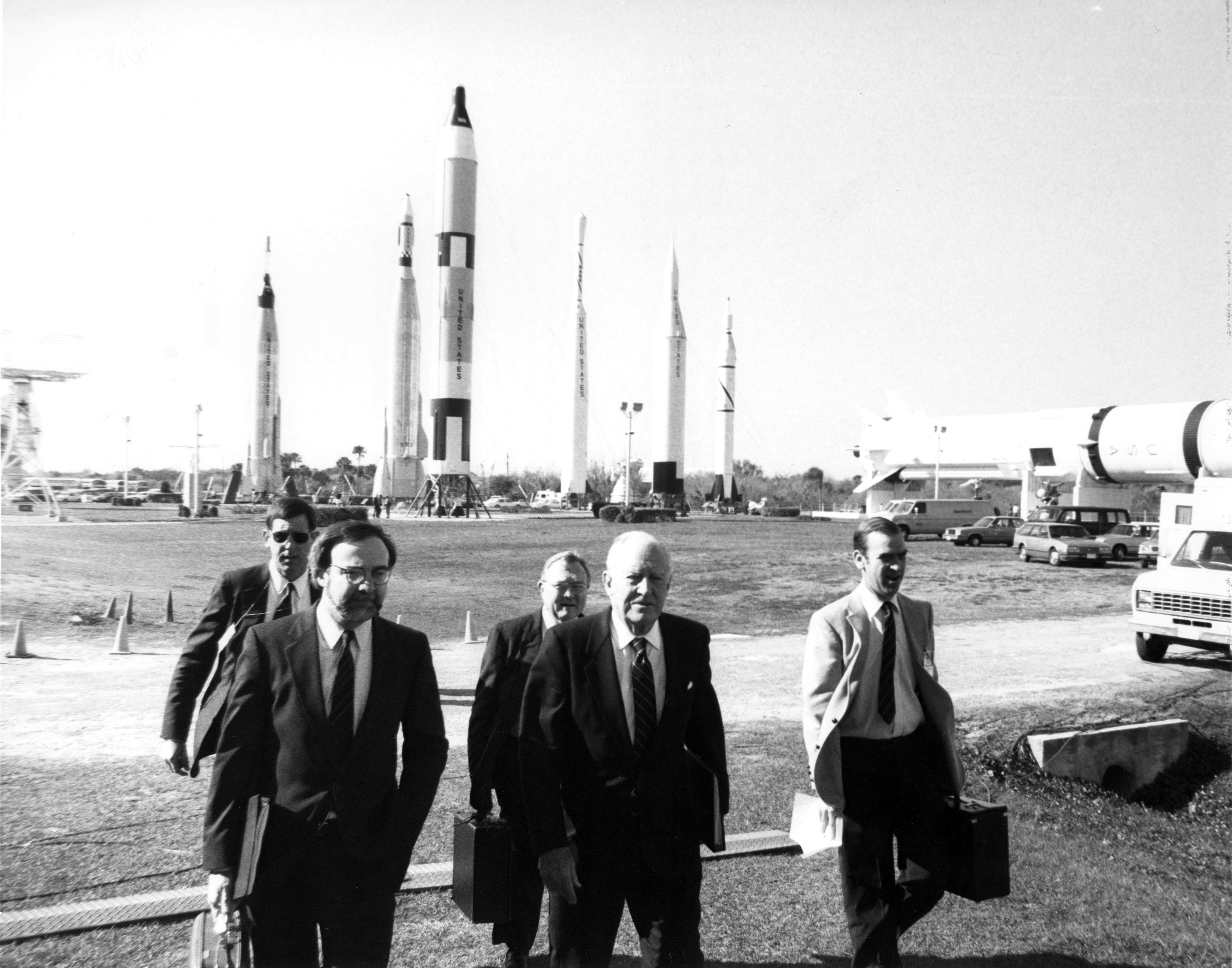
Membres de la Comissió Rogers arriben al Centre Espacial Kennedy.

La Comissó Presidencial sobre l'Accident del Transbordador Espacial Challenger, també coneguda com a Comissió Rogers en referència al seu president, fou creada per investigar el desastre. A més d'identificar la causa de l'accident com una fallada de les juntes tòriques, l'informe també tingué en compte les causes que contribuïren a l'accident, incloent-hi la incapacitat de NASA i Morton Thiokol de respondre de manera adient al defecte de disseny i el procés de presa de decisions que conduí a la decisió de llançar la nau. La comissió arribà a la conclusió que el desastre del Challenger fou «un accident arrelat a la història».

## Vistes del Comitè de Cambra
El Comitè de Cambra dels EUA per a la Ciència i la Tecnologia també celebrà vistes, i el 29 d'octubre del 1986 lliurà el seu propi informe sobre l'accident del Challenger. El comitè revisà els descobriments de la Comissió Rogers com a part de la seva investigació, i hi estigué d'acord quant a les causes tècniques de l'accident. Tanmateix, diferí de la comissió sobre les causes que contribuïren a l'accident.
| « | …el Comitè opina que el problema subjacent que conduí a l'accident del Challenger no foren ni comunicacions ni procediments subjacents deficients, com ho deixa entendre la conclusió de la Comissió Rogers. El problema fonamental fou un presa inadequada de decisions tècniques al llarg d'un període de diversos anys per part del personal de la NASA i els contractistes, que foren incapaços d'actuar de manera decisiva per resoldre les anomalies cada vegada més greus de les juntes dels coets acceleradors sòlids. | » |

## Resposta de la NASA
Després de l'accident del Challenger s'aturaren els vols de transbordadors, a l'espera dels resultats de la investigació de la Comissió Rogers. Mentre que la NASA havia dut a terme una investigació interna després de l'incendi de l'Apollo 1 el 1967, les seves accions després del Challenger estigueren més restringides per les opinions d'organismes externs. La Comissió Rogers feu nou recomanacions per millorar la seguretat del programa del transbordador espacial, i el President Reagan ordenà a la NASA que preparés un informe en trenta dies explicant com pensava implementar aquestes recomanacions.
En resposta a les recomanacions de la comissió, la NASA emprengué un redisseny complet dels coets acceleradors sòlids del transbordador espacial, examinat per un grup supervisor independent, tal com ho estipulava la comissió. El contracte de la NASA amb Morton Thiokol, el contractista encarregat dels coets acceleradors sòlids, tenia una clàusula que assenyalava que en cas d'una fallada que provoqués la «pèrdua de vides o missions», Thiokol renunciaria a 10 milions de dòlars dels seus incentius i acceptaria formalment la responsabilitat legal de la fallada. Després de l'accident del Challenger, Thiokol es mostrà disposat a «acceptar voluntàriament» aquesta pena monetària a canvi de no ser obligada a acceptar la responsabilitat.
La NASA també creà una nova Oficina de Garantia de Seguretat, Fiabilitat i Qualitat, que tal com ho havia especificat la comissió, estava encapçalada per un administrador no numerari de la NASA que havia d'informar directament l'administrador de la NASA. George Martin, antic treballador de Martin Marietta, fou nomenat per aquest càrrec. L'antic director de vol del Challenger Jay Greene esdevingué el cap del Departament de Seguretat del directorat.
El ritme de llançaments excessivament optimista de la NASA havia estat criticat per la Comissió Rogers com una possible causa que contribuí a l'accident. Després de l'accident, la NASA intentà seguir un ritme de vols més realista: afegí un nou orbitador, l'Endeavour a la flota de transbordadors per substituir el Challenger, i treballà amb el Departament de Defensa per posar més satèl·lits en òrbita utilitzant vehicles de llançament d'un sol ús en lloc d'amb el transbordador. L'agost del 1986, el president Reagan també anuncià que el transbordador ja no portaria més satèl·lits comercials. Després d'una pausa de 32 mesos, la següent missió del transbordador, l'STS-26, s'enlairà el 29 de setembre del 1988.
Tot i que la NASA implementà canvis significatius després de l'accident del Challenger, molts comentaristes han argumentat que els canvis a la seva estructura administrativa i cultura organitzacional no foren ni profunds ni duradors. Després de l'accident del transbordador espacial Columbia el 2003, l'atenció es concentrà de nou sobre l'actitud dels gestors de la NASA envers la seguretat. La Junta d'Investigació de l'Accident del Columbia (CAIB, de les sigles en anglès Columbia Accident Investigation Board arribà a la conclusió que la NASA no havia après moltes de les lliçons del Challenger. En particular, l'agència no havia creat una oficina realment independent per supervisar la seguretat; la CAIB opinà que, en aquest àmbit, «la resposta de la NASA a la Comissió Rogers no es corresponia amb la intenció de la Comissió». La CAIB opinà que «les causes de la fallada institucional que provocaren [l'accident del] Challenger no han estat resoltes», dient que el mateix «procés de presa de decisions deficient» que causà l'accident del Challenger tingué la culpa de la destrucció del Columbia disset anys més tard.

## Impacte
Tot i que la presència de la mestressa de Nou Hampshire Christa McAuliffe entre els tripulants del Challenger havia suscitat un cert interès per part dels mitjans, no hi hagué gaires transmissions en directe del llançament. L'única emissió nacional de televisió en directa oberta al públic era la de la CNN, tot i que alguns canals de ràdio també el transmeteren en directe. A causa de la presència de McAuliffe a la missió la NASA havia fet gestions perquè moltes escoles públiques dels Estats Units veiessin el llançament en directe a la NASA TV. Així, molts dels que eren estudiants d'escola als Estats Units el 1986 tingueren l'oportunitat de veure el llançament en directe. Tanmateix, després de l'accident, 17% dels enquestats en un estudi afirmaren haver vist el llançament del transbordador, mentre que un 85% digueren que s'havien assabentat de l'accident en l'hora següent. Com ho recolliren els autors de l'article, «només dos estudis han revelat una disseminació més ràpida [de les notícies]». (un d'aquests estudis fou sobre la disseminació de la notícia a Dallas després de l'assassinat de John Fitzergald Kennedy, mentre que l'altre fou sobre la disseminació de la notícia entre els estudiants de la Universitat Estatal de Kent després de la mort del President Franklin D. Roosevelt). Un altre estudi destacà que «era gairebé segur que fins i tot aquells que no estaven mirant la televisió al moment del desastre veiessin imatges de l'accident repetides, amb els canals de televisió informant sobre la notícia gairebé contínuament durant tot el dia». Els infants encara tenien més probabilitats d'haver vist l'accident en directe, car molts d'ells (un 48% dels infants d'entre nou i tretze anys, segons una enquesta del New York Times) veieren el llançament a l'escola.
La premsa continuà mostrant un gran interès després del dia de l'accident. Mentre que només 535 periodistes tenien acreditació per cobrir el llançament, tres dies després hi havia 1.467 periodistes al Centre Espacial Kennedy i 1.040 més al Centre Espacial Johnson. L'esdeveniment copà els titulars de diaris d'arreu del món.

### Ús com a estudi de cas
L'accident del Challenger sovint ha estat utilitzat com a estudi de cas a l'hora de tractar temes com ara la seguretat en l'enginyeria, l'ètica de la denúncia de la mateixa empresa, les comunicacions, la presa de decisions en grup i els perills del pensament de grup. És una de les lectures obligatòries pels enginyers que volen una llicència professional al Canadà i altres països. Roger Boisjoly, l'enginyer que havia donat l'alerta sobre l'efecte del temps fred sobre les juntes tòriques, deixà la seva feina a Moron Thiokol i es dedicà a donar conferències sobre l'ètica al lloc de treball. Argumenta que la reunió convocada pels directors de Morton Thiokol, que acabaren recomanant el llançament, «constituí el fòrum de presa de decisió no ètica com a resultat d'una intensa intimidació per part del client». La seva honestedat i integritat abans i just després del desastre del Challenger li valgueren el Premi per a la Llibertat i Responsabilitat Científica de l'Associació Americana per l'Avenç de la Ciència. Moltes escoles i universitats també han utilitzat l'accident en cursos sobre l'ètica de l'enginyeria.
El dissenyador d'informació Edward Tufte ha utilitzat l'accident del Challenger com un exemple dels problemes que pot causar la manca de claredat a l'hora de presentar informació. Argumenta que si els enginyers de Morton Thiokol haguessin presentat de manera més clara les dades que tenien sobre la relació entre les temperatures fredes i la incineració de les juntes dels coets acceleradors sòlids, potser haurien aconseguit convèncer els administradors de la NASA perquè cancel·lessin el llançament. Tufte també ha argumentat que la mala presentació d'informació podria haver afectat les decisions de la NASA durant el darrer vol del Columbia.

### Continuació del programa del transbordador espacial
Després de l'accident, la flota de transbordadors espacials de la NASA romangué a terra durant gairebé tres anys, mentre es produïen la investigació, les vistes, el redisseny dels SRB i altres revisions tècniques i administratives entre bastidors. A les 11:37 del 29 de setembre del 1988, el transbordador espacial Discovery s'enlairà amb cinc tripulants a bord de la plataforma de llançament 39-B del Centre Espacial Kennedy. Portava un satèl·lit de seguiment i relé de dades, el TDRS-C (anomenat TDRS-3 després de ser posat en acció), que substituïda el TDRS-B, el satèl·lit que fou llançat i destruït amb el Challenger. El llançament de «retorn al vol» del Discovery també representava la posada a prova dels acceleradors redissenyats, un canvi vers una posició conservadora quant a la seguretat (per exemple, la tripulació s'enlairà en vestits pressuritzats per primera vegada des de l'STS-4, l'últim dels quatre vols de prova del transbordador) i l'oportunitat de tornar l'orgull nacional al programa espacial estatunidenc, sobretot quant al vol tripulat. La missió STS-26 fou tot un èxit (amb només dues fallades menors del sistema: un sistema de refrigeració de la cabina i una antena de banda Ku), i fou seguida per un programa regular de vols del transbordador, que continuaren sense interrupció fins a l'accident del Columbia.
Barbara Morgan, l'astronauta substituta de McAuliffe que havia entrenat amb ella pel programa Teacher in Space i estava al KSC veient el llançament el 28 de gener del 1986, volà a l'STS-118 com a especialista de missió a l'agost del 2007.